# Parco nazionale Dalby Söderskog
Il Parco nazionale Dalby Söderskog è un parco nazionale della Svezia nella contea di Scania, precisamente nell'area urbana di Dalby del comune di Lund.
È stato istituito nel 1918 e occupa una superficie di 36 ha.

## Flora
All'interno del parco si sviluppano foreste decidue, incontro tra l'opera dell'uomo e quella della natura.